# Buffalo (MRAP)
Buffalo – amerykański kołowy transporter opancerzony klasy MRAP, opracowany przez spółkę Force Protection Industries. 

## Historia
Buffalo został opracowany przez spółkę Force Protection Industries jako specjalistyczny pojazd do oczyszczania tras z min oraz fugasów (IED). Wóz bazuje konstrukcyjnie na południowoafrykańskim pojeździe MRAP Casspir. Pierwsze pojazdy Buffalo został rozmieszczone w Afganistanie w 2003 roku, w czasie trwania konfliktu. W 2008 roku producent dostarczył dwusetny pojazd Buffalo do odbiorcy. Pierwsza wersja produkcyjna pojazdu została oznaczona jako Buffalo H, w 2009 roku producent wprowadził zaś na rynek ulepszoną i zmodernizowaną wersję, oznaczoną jako Buffalo A2.

## Konstrukcja
Buffalo klasyfikowany jest jako pojazd MRAP kategorii III. Wóz jest w stanie wytrzymać eksplozję do 21 kg trotylu pod dowolnym kołem oraz do 14 kg trotylu w dowolnym miejscu kadłuba. Ochrona balistyczna zapewnia załodze osłonę przed ostrzałem z broni ręcznej o kalibrze 7,62 × 51 mm NATO. Dodatkowo istnieje możliwość montażu aluminiowych, kratowanych ekranów przeciwkumulacyjnych na zewnątrz pojazdu, co zapewnia osłonę przed ostrzałem z ręcznych granatników przeciwpancernych RPG-7. Dno kadłuba wykonano w kształcie litery „V”, co pozwala rozproszyć siłę eksplozji ładunku wybuchowego. Przedział silnikowy oraz załogi wyposażony jest w system przeciwpożarowy. 
Załoga składa się z 2 osób; dodatkowo wóz może przewieźć do 4 saperów. Dostęp do pojazdu zapewniony jest poprzez tylne drzwi lub poprzez włazy dachowe. Pojazd wyposażony jest także w zdalnie sterowane ramię hydrauliczne, które przeznaczone jest do usuwania m.in. IED z drogi. Wóz ma także kamerę dzienno-nocną, która zamontowana jest na ramieniu. Napęd stanowi silnik wysokoprężny Mack ASET AI-400 o mocy 450 KM. Wersja A2 została wyposażona w nowszy silnik CAT C13 o pojemności 12,5 litra o mocy 440 KM przy 1800 obr./min. Zasięg pojazdu to 485 km, zapas paliwa wynosi zaś około 300 litrów. Prędkość maksymalna to 105 km/h. Dodatkowo Buffalo ma opony z wkładami run-flat, które umożliwiają poruszanie się z przebitymi lub przestrzelonymi oponami. Wóz może być transportowany drogą powietrzną w ładowni samolotu Boeing C-17 Globemaster III.

## Użytkownicy
- Stany Zjednoczone – około 200 wozów w wersji H i 450 w wariancie A2[2]
- Włochy – 4 pojazdy[2]
- Francja – 5 pojazdów[4]
- Wielka Brytania – 18 wozów[2]
- Kanada – 19 wozów[5][6]
- Pakistan[2]

## Galeria

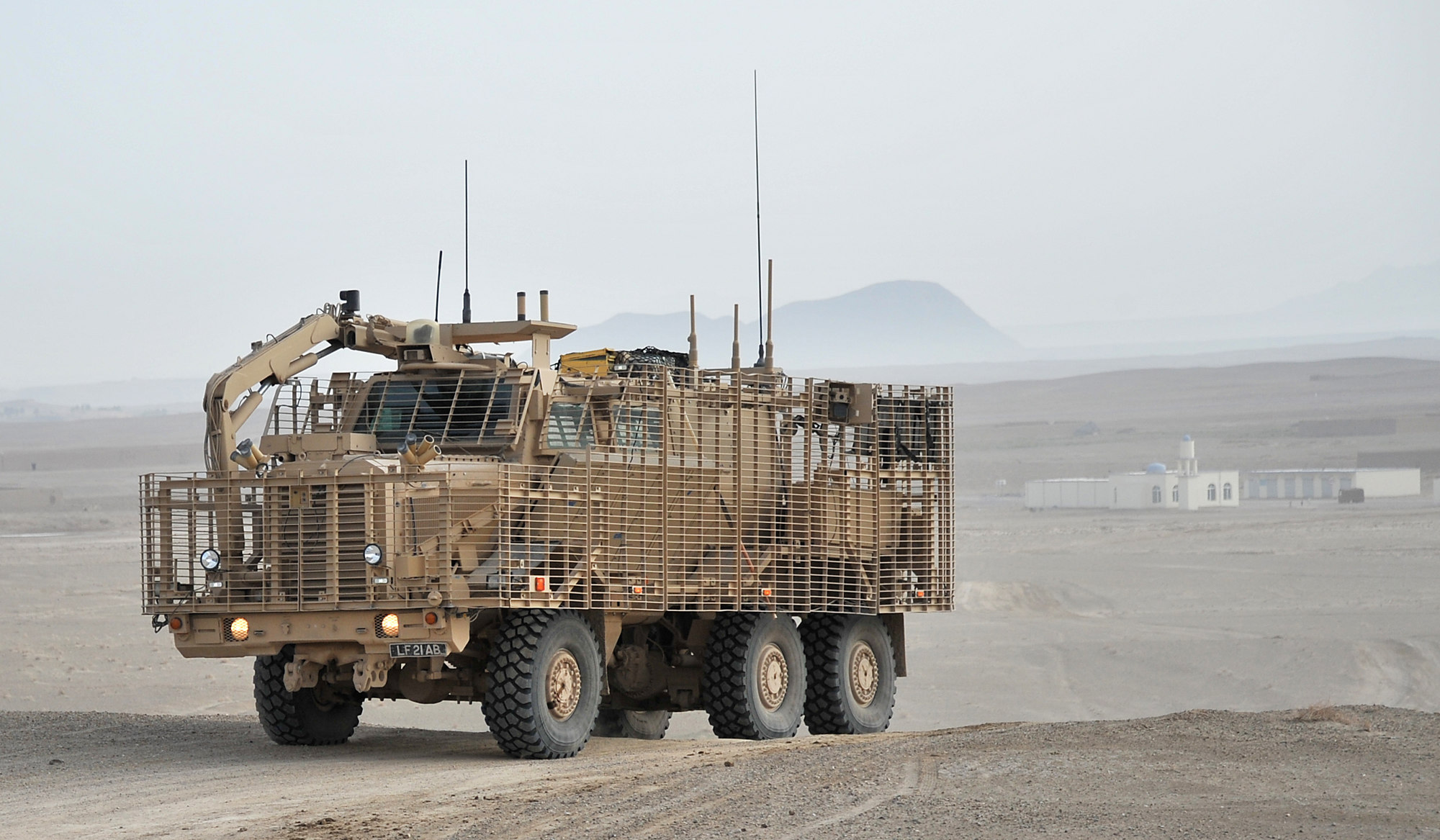
Brytyjski Buffalo z zamontowanymi ekranami przeciwkumulacyjnymi
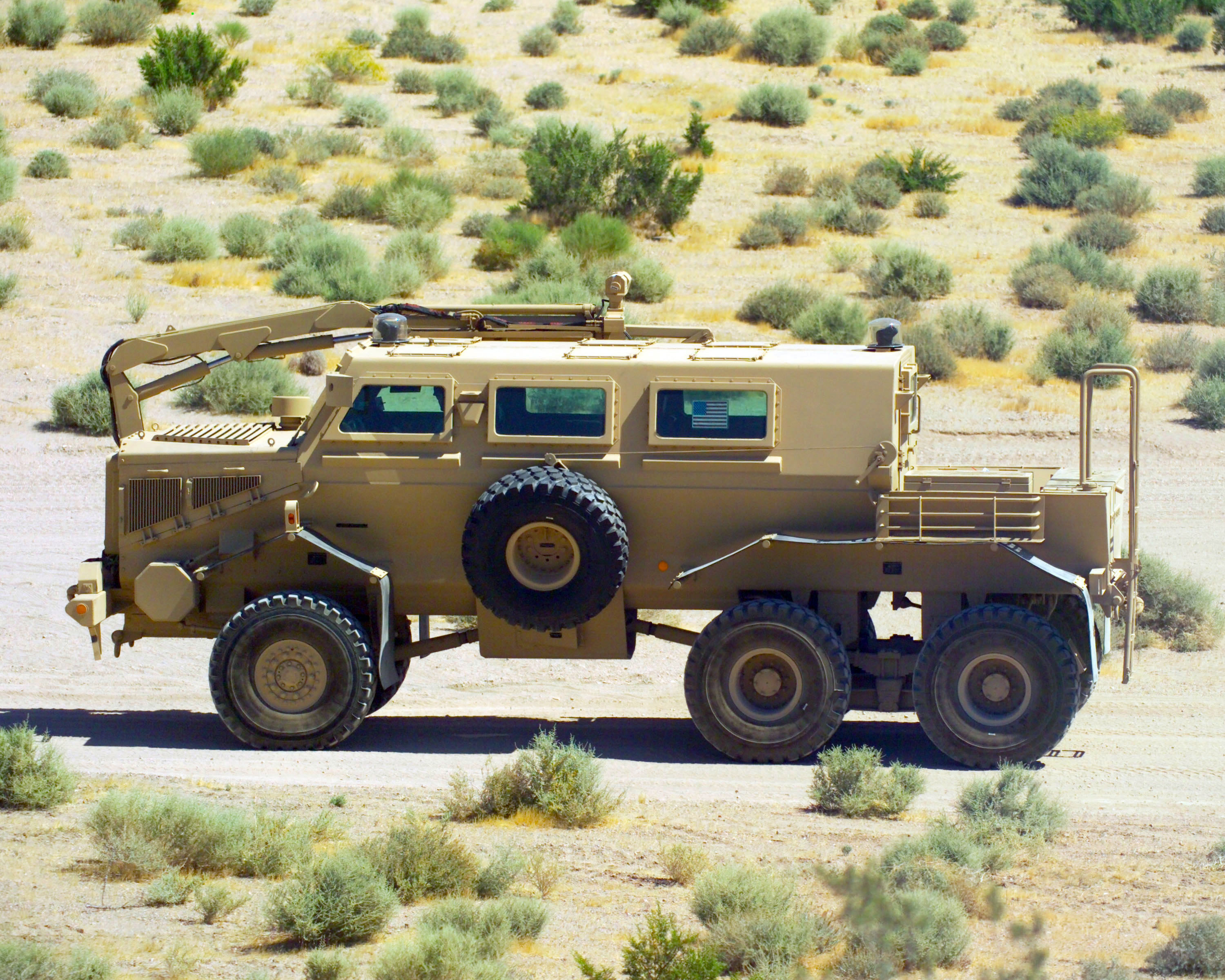
Buffalo H, widok od boku
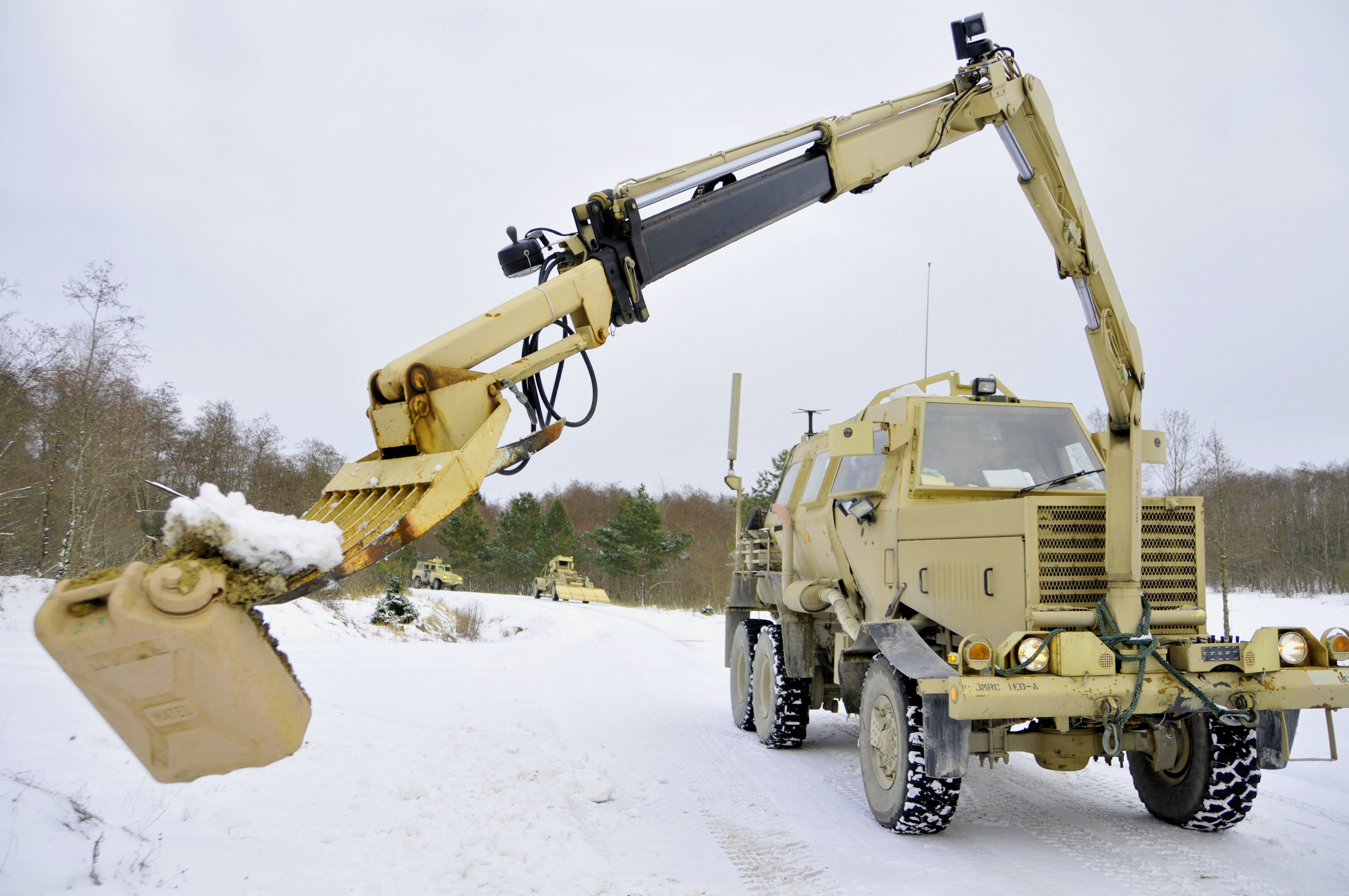
Ramię hydrauliczne pojazdu Buffalo
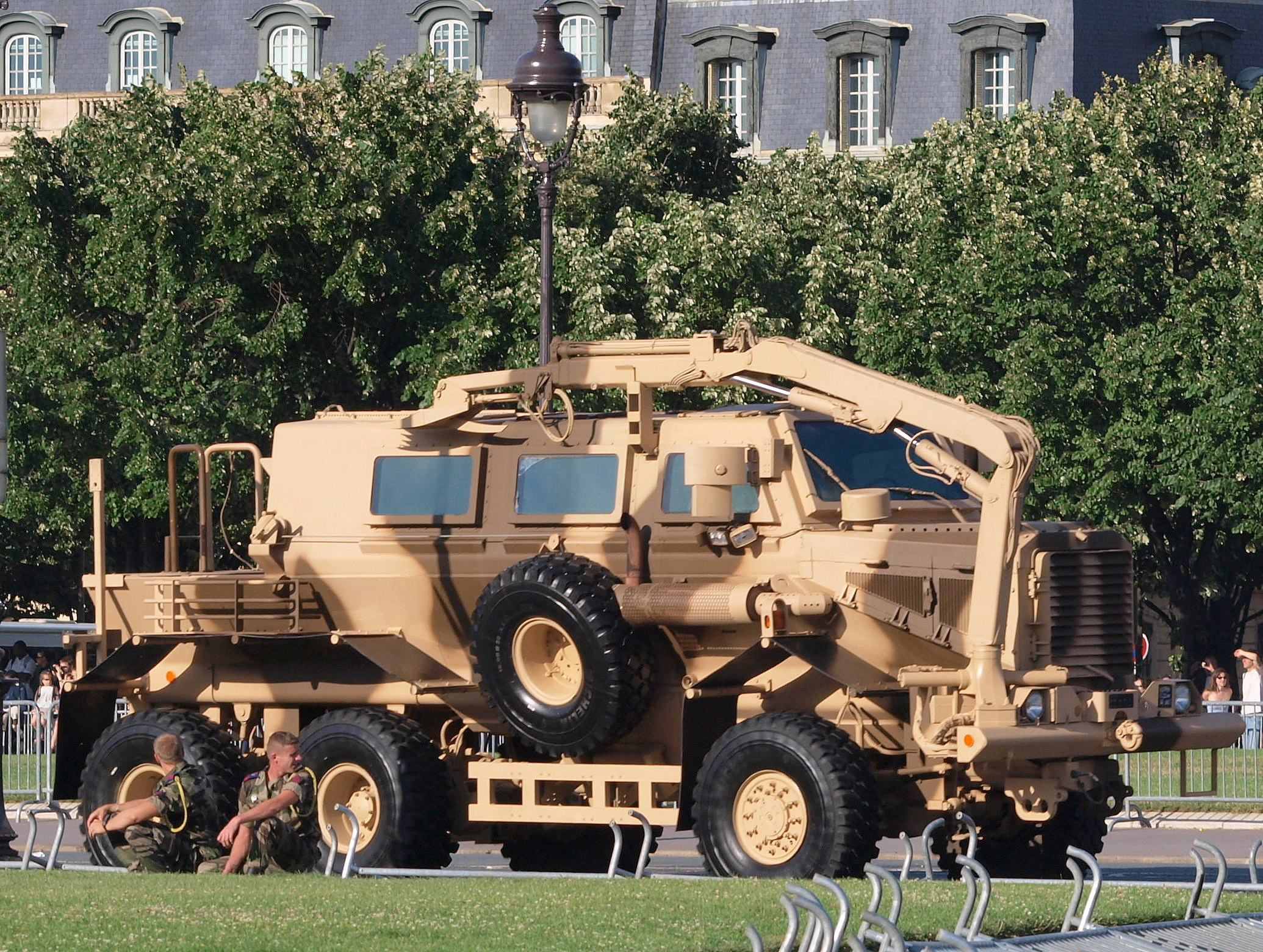
Buffalo w służbie francuskiej
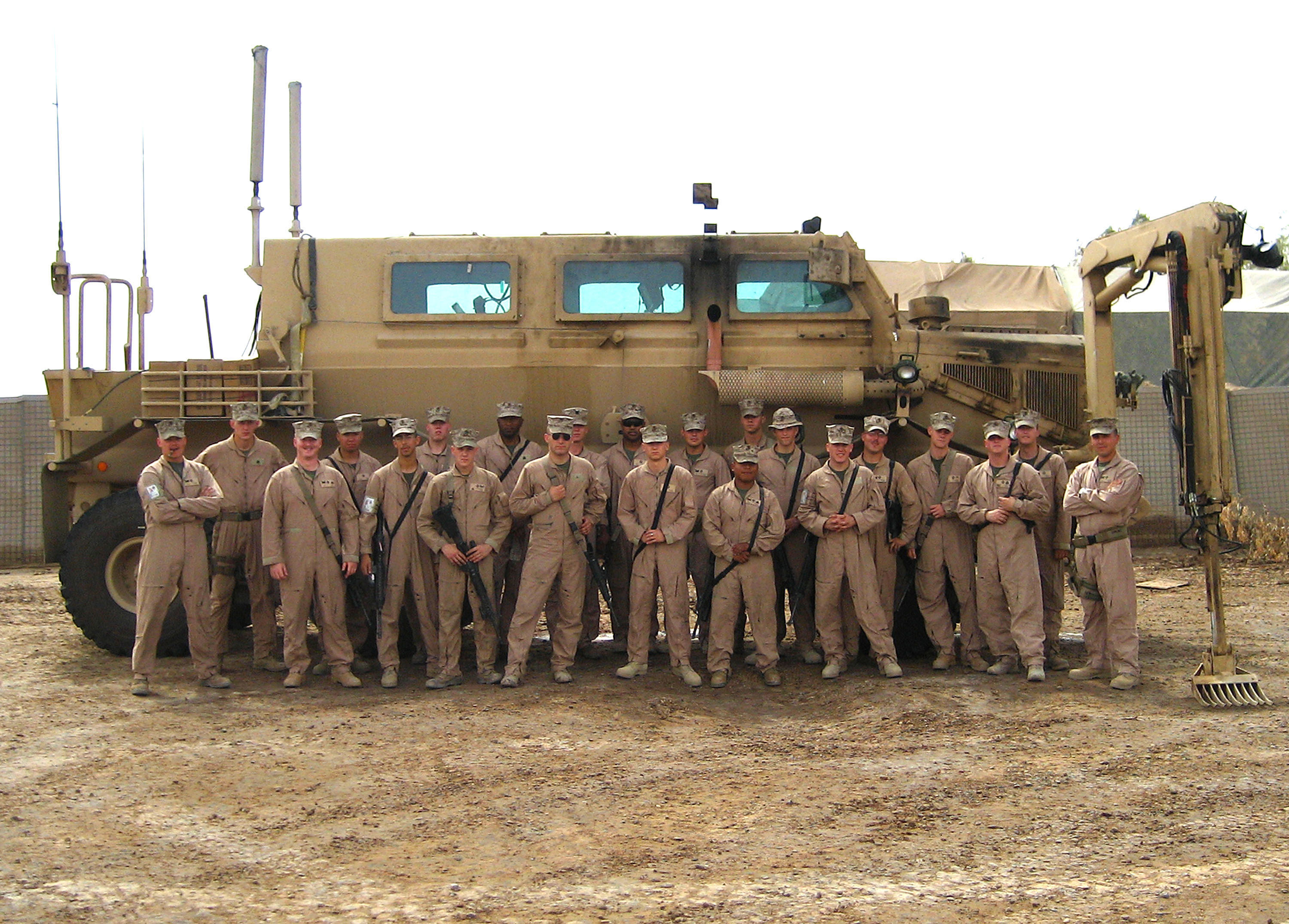
Porównanie wielkości wozu w stosunku do żołnierzy